# لاغونا
لاغونا (بالإنجليزية: Laguna (province))‏ هي محافظة تقع في الفلبين في كالابارزون. يقدر عدد سكانها بـ 2,669,847 نسمة ومساحتها 1,917.85 كم2 .

## أعلام
- سابرينا